# ラパーマ
ラパーマ (英：LaPerm) はネコの品種のひとつ。ラパームとも言う。原産国はアメリカ。

## 概要
巻き毛が特徴。他のレックス種（コーニッシュレックス、デボンレックス、セルカークレックス）とも違う、軽く、体表から離れた被毛をしている。
体形はやや細く、首と手足が長く、見た目よりも筋肉質。顔は緩和された楔型で、目はややつり上がったアーモンド型。長毛と短毛がいる。
なお、ラパーマの巻き毛が優性遺伝であるため、両親がヘテロ、もしくは一方の親がヘテロでもう一方の親が巻き毛でない場合、直毛が生まれる事がある。

## 歴史
1982年、アメリカ合衆国のオレゴン州ザ・ダルズ郊外のサクランボ農園で生まれた1匹の雌猫（カーリー）が由来。その猫は母猫とも同胎子とも異なり、巻き毛だった。その猫の子孫を元に品種が開発された。